# Pedro López de Aguirrebengoa
Pedro López de Aguirrebengoa (11 de febrero de 1936) es un diplomático español. 

## Carrera diplomática
Tras estudiar Derecho, ingresó en la Escuela Diplomática. A lo largo de su carrera diplomática fue: Secretario de la Embajada en la capital mauritana, Nouakchot (1963). Trabajó en los consulados de las ciudades marroquíes de Nador y Ochda (1965-1970). Dirigió los departamentos de los Estados Andinos, Medio Oriente y Norte de África en el  Ministerio de Asuntos Exteriores (1971-1973); el subdepartamento de África Medio Oriente (1973-1977); y el departamento de Política para África y Asia Continental (1977-1982).
Posteriormente fue nombrado embajador de España en Grecia (1982-1986); primer embajador de España en Israel (1986-1992) donde fue recibido por el presidente Jaim Herzog; Embajador de España ante la Santa Sede (1992-1997)
En agosto de 1997 estuvo empleado en una comisión encabezada por Enrique Múgica. Y finalmente fue nombrado Embajador de España en Egipto, donde permaneció hasta su jubilación (2000-2006), siendo además embajador de España en Sudán, con residencia en El Cairo (2001-2006).